# La scuola maledetta
La scuola maledetta (The Haunted School) è un romanzo horror per ragazzi del 1997 dello scrittore statunitense Robert Lawrence Stine, cinquantanovesimo della collana Piccoli brividi.

## Trama
Il dodicenne Tommy Frazer, trasferitosi da poco nella scuola di Bell Valley, si occupa con i suoi amici di organizzare la festa scolastica di inizio anno. La sua amica, Thalia Halpert-Rodis, è una dodicenne che si trucca moltissimo e la loro bulla si chiama Greta, una ragazza di statura grossa tutta vestita di grigio e colori scuri. Tommy, per andare a prendere un barattolo di vernice rossa, si perde e finisce nell'angolo più vecchio della scuola, "Classe 1947", dove vede magnifiche statue di cera di ragazze e ragazzi vestiti con abiti antiquati. La preside Borden nota che si è perso e lo riaccompagna in palestra spiegandogli che quell'aula era un triste omaggio ai ragazzi riprodotti nelle statue, che nel 1947 sono scomparsi misteriosamente.
Durante la festa Tommy e il suo amico Ben Jackson vanno nell'altro lato della scuola e si perdono per uno scambio delle scale, ma scoprono un ascensore e ci entrano pensando di tornare in palestra, ma l'ascensore li porta dentro il muro, dove entrano in un'aula completamente in bianco e nero, dove trovano un gruppo di ragazzi e ragazze (Seth, Eddie, Mary, Eloise e Monia) vestiti in modo antiquato, e incredibilmente, in bianco e nero pure loro. Seth spiega loro che sono grigi perché al loro primo giorno di scuola, nel 1947, un fotografo, chiamato signor Camaleonte, stufo della loro esuberanza, gli scattò una foto, intrappolandoli in quell'altra dimensione (chiamata dai ragazzi "Grigionia"). Tommy e Ben, con orrore, vedono l'ascensore chiudersi e iniziare a diventare grigi come gli altri ragazzi. Presi dal panico, i due, nonostante gli avvertimenti dei ragazzi grigi, escono dalla classe dalla finestra, finendo però in un quartiere oscuro, dove vivono orribili individui pronti a catturarli per buttarli nel "baratro oscuro", ma grazie all'accendino di Tommy, che emana fuoco arancione che irrita gli individui, ritornano al sicuro nell'aula dei ragazzi grigi.
I ragazzi spiegano che una loro compagna era riuscita a fuggire dal mondo grigio alcuni giorni prima e Tommy crede che la fuggitiva fosse Greta, avendo presente il suo abbigliamento sempre tendente al grigio. Ma ad un tratto la porta dell'ascensore si apre e ne esce Thalia, che spiega di essere scappata grazie ad un rossetto dentro la borsa (e che si truccava per nascondere il grigiore della sua pelle). Grazie al rossetto, Tommy e Ben creano un portale per tornare al mondo normale, mentre gli altri ragazzi e Thalia decidono di rimanere. Tommy e Ben si salvano, ma durante la loro foto la professoressa chiede di farla scattare dal signor Camaleonte, così si suppone che Tom e Ben vengano intrappolati di nuovo nella città di "Grigionia".

## Personaggi
- Tommy Frazer: il protagonista della storia, finisce intrappolato in uno strano mondo in bianco e nero, chiamato "Grigionia", insieme al suo amico Ben.
- Ben Jackson: amico di Tommy e coprotagonista della storia.
- Thalia Halpert-Rodis: un'amica di Tommy e Ben, si trucca moltissimo nonostante la giovane età. In realtà è una ragazza del 1947 che è riuscita a scappare da "Grigionia", venendo costretta a doversi truccare molto per nascondere il grigiore della sua pelle.
- Greta: una bulla di statura grossa della scuola di Tommy. Molto manesca e rude, suona la batteria in una rock band.
- Camaleonte: misterioso personaggio che nel 1947 intrappolò Seth, Eddie, Monia, Mary ed Eloise in un mondo in bianco e nero grazie alla sua speciale macchina fotografica. Si suppone che sia lui ad intrappolare anche Tommy e Ben nel finale ma, non apparendo fisicamente e non avendo nessun dialogo, non si ha conferma di questo.
- Seth: uno dei ragazzi del 1947 intrappolato a "Grigionia".
- Eddie: uno dei ragazzi del 1947 intrappolato a "Grigionia".
- Monia: una delle ragazze del 1947 intrappolata a "Grigionia".
- Mary: una delle ragazze del 1947 intrappolata a "Grigionia".
- Eloise: una delle ragazze del 1947 intrappolata a "Grigionia".
- Ms. Borden: la preside della scuola di Bell Valley, è lei a parlare a Tommy della "Classe 1947".

## Edizioni
- R. L. Stine, La scuola maledetta, traduzione di Cristina Scalabrini, collana Piccoli brividi, Arnoldo Mondadori Editore, 1999,  p. 143, ISBN 88-04-46687-1.